# 亚美利加福克
亚美利加福克（英語：American Fork）是美国犹他州猶他郡下属的一座城市。建市于1850年，面积大约为9.2平方英里（24平方公里），海拔约为4,606英尺（1,404米）。根据2010年美國人口普查，该市有人口26,263人。